# 卡姆斯托克 (內布拉斯加州)
卡姆斯托克（英語：Comstock）是位於美國內布拉斯加州卡斯特縣的村。

## 人口
根據2020年美國人口普查的數據，卡姆斯托克的面積為0.91平方千米，皆為陸地。當地共有人口68人，而人口密度為每平方千米75人。